# Kim Yong-Sik
Kim Yong-Sik (Sinchon, 25. srpnja 1910. – Seoul, 8. ožujka 1985.) bio je južnokorejski nogometaš i trener, koji je u međunarodnim utakmicama predstavljao i Japan i Južnu Koreju. Na Svjetskom prvenstvu 1954. godine bio je izbornik Južne Koreje.

## Klupska karijera
Igrao je za Kyungshin High School FC, Kyungsung FC, Waseda University FC, Boseong All-Stars, Pyongyang FC, Joseon Industries FC, Army Reserve Academy FC, Korean Air Force FC i 227th Army Transportation Unit FC.

## Reprezentativna karijera
Za japansku reprezentaciju igrao je od 1936. do 1940. godine. Odigrao je 3 utakmice. S japanskom reprezentacijom Kim Yong-Sik je igrao na Olimpijskim igrama 1936. godine.
Za južnokorejsku reprezentaciju igrao je od 1945. do 1950. godine. S južnokorejskom reprezentacijom Kim Yong-Sik je igrao na Olimpijskim igrama 1948. godine.

## Statistika
| Japan  | Japan | Japan |
| Godina | Nas.  | Gol.  |
| ------ | ----- | ----- |
| 1936.  | 2     | 0     |
| 1937.  | 0     | 0     |
| 1938.  | 0     | 0     |
| 1939.  | 0     | 0     |
| 1940.  | 1     | 0     |
| Ukupno | 3     | 0     |

## Vanjske poveznice
- National Football Teams
- Japan National Football Team Database